# Arabische Badmintonmeisterschaft
Arabische Badmintonmeisterschaften werden seit 1996 ausgetragen.

## Austragungsorte
| Jahr | Nr. | Ort        | Land          |
| ---- | --- | ---------- | ------------- |
| 1996 | 1   | Damaskus   | Syrien        |
| 1998 | 2   | Damaskus   | Syrien        |
| 2000 | 3   | Beirut     | Libanon       |
| 2001 | 4   | Casablanca | Marokko       |
| 2002 | 4   | Damaskus   | Syrien        |
| 2004 | 5   | Amman      | Jordanien     |
| 2008 | 6   | Casablanca | Marokko       |
| 2009 | 6   | Amman      | Jordanien     |
| 2011 | 7   | Akaba      | Jordanien     |
| 2017 | 8   | Tunis      | Tunesien      |
| 2021 | 9   | Hamad Town | Bahrain       |
| 2024 | 10  | Riad       | Saudi-Arabien |

## Teilnehmende Nationen
- Syrien (seit 1996)
- Jordanien (seit 1996)
- Irak (seit 1996)
- Bahrain (seit 1996)
- Palästina (seit 1996)
- Ägypten (seit 2000)
- Libanon (seit 2000)
- Algerien (seit 2002)
- Sudan (seit 2004)
- Marokko (seit 2009)
- Mauretanien (seit 2009)
- Tunesien (seit 2017)
- Saudi-Arabien (seit 2017)
- Libyen (seit 2017)
- Oman (seit 2021)
- Kuwait (seit 2024)
- Katar (seit 2024)

## Sieger

### Einzeldisziplinen
| Jahr | Herreneinzel       | Dameneinzel         | Herrendoppel                       | Damendoppel                      | Mixed                          |
| ---- | ------------------ | ------------------- | ---------------------------------- | -------------------------------- | ------------------------------ |
| 1996 | keine Daten        | keine Daten         | nicht ausgetragen                  | nicht ausgetragen                | nicht ausgetragen              |
| 1998 | keine Daten        | keine Daten         | nicht ausgetragen                  | nicht ausgetragen                | nicht ausgetragen              |
| 2000 | Ismat Khalil       | Iva Vrova Al-Katrib | nicht ausgetragen                  | nicht ausgetragen                | nicht ausgetragen              |
| 2001 | abgesagt           | abgesagt            | abgesagt                           | abgesagt                         | abgesagt                       |
| 2002 | Tareq Shalhoum     | Hadil Kareem        | nicht ausgetragen                  | nicht ausgetragen                | nicht ausgetragen              |
| 2004 | Bassel Al-Dora     | Hadil Kareem        | Bassel Al-Dora Tareq Shalhoum      | Iva Vrova Al-Katrib Hadil Kareem | Tareq Shalhoum Hadil Kareem    |
| 2006 | abgesagt           | abgesagt            | abgesagt                           | abgesagt                         | abgesagt                       |
| 2009 | Hadil Kareem       | Ammar Awad          | Bassel Al-Dora Nawras Abdul Wahid  | Bushra Muhawesh Hadil Kareem     | Bassel Al-Dora Hadil Kareem    |
| 2011 | Ammar Awad         | Sanaa Mahmoud       | Ammar Awad Mohammad Saleh          | Hadil Kareem Sanaa Mahmoud       | Jehad Kareem Hadil Kareem      |
| 2017 | Youcef Sabri Medel | Halla Bouksani      | Adnan Ebrahim Jaffar Ebrahim       | Halla Bouksani Yasmina Chibah    | Youcef Sabri Medel Ferd Houda  |
| 2021 | Adnan Ebrahim      | Domou Amro          | Koceila Mammeri Youcef Sabri Medel | Domou Amro Marah Omar            | Adham Hatem Elgamal Doha Hany  |
| 2024 | Adnan Ebrahim      | Nour Youssri        | Sif Eddine Larbaoui Sabri Medel    | Yassmine Chibah Linda Mazri      | Bahaedeen Alshannik Domou Amro |

### Teams
| Jahr | Land          | Ort        | Herrenteam        | Herrenteam        | Herrenteam        |          | Damenteam         | Damenteam         | Damenteam         |
| Jahr | Land          | Ort        | Sieger            | Finalist          | Bronze            | Sieger   | Finalist          | Bronze            |                   |
| ---- | ------------- | ---------- | ----------------- | ----------------- | ----------------- | -------- | ----------------- | ----------------- | ----------------- |
| 1996 | Syrien        | Damaskus   | Syrien            | Jordanien         | Bahrain           | Syrien   | Jordanien         | Bahrain           |                   |
| 1998 | Syrien        | Damaskus   | Syrien            | Jordanien         | Bahrain           | Syrien   | Jordanien         | Bahrain           |                   |
| 2000 | Libanon       | Beirut     | Syrien            | Ägypten           | Jordanien Irak    | Syrien   | Ägypten           | Jordanien Libanon |                   |
| 2001 | Marokko       | Casablanca | abgesagt          | abgesagt          | abgesagt          | abgesagt | abgesagt          | abgesagt          |                   |
| 2002 | Syrien        | Damaskus   | Syrien            | Ägypten           | Jordanien         | Syrien   | Ägypten           | Algerien          |                   |
| 2004 | Jordanien     | Amman      | Syrien            | Ägypten           | Jordanien         | Syrien   | Jordanien         | Ägypten           |                   |
| 2008 | Marokko       | Casablanca | abgesagt          | abgesagt          | abgesagt          | abgesagt | abgesagt          | abgesagt          |                   |
| 2009 | Jordanien     | Amman      | Syrien            | Ägypten           | Jordanien Bahrain | Syrien   | Jordanien         | Ägypten Jordanien |                   |
| 2011 | Jordanien     | Akaba      | Syrien            | Jordanien         | Irak              |          | Syrien            | Jordanien         | Irak              |
| 2017 | Tunesien      | Tunis      | Bahrain           | Algerien          | Marokko           |          | Algerien          | Tunesien          | Sudan             |
| 2021 | Bahrain       | Hamad Town | nicht ausgetragen | nicht ausgetragen | nicht ausgetragen |          | nicht ausgetragen | nicht ausgetragen | nicht ausgetragen |
| 2024 | Saudi-Arabien | Riad       | nicht ausgetragen | nicht ausgetragen | nicht ausgetragen |          | nicht ausgetragen | nicht ausgetragen | nicht ausgetragen |